# Rue Saint-Pierre-des-Arcis
La rue Saint-Pierre-des-Arcis est une ancienne rue de Paris, aujourd'hui disparue. Elle était située quartier de la Cité, sur l'île de la Cité et a disparu lors de la reconstruction du marché aux fleurs dans les années 1860.

## Origine du nom
La rue longeait l'église Saint-Pierre-des-Arcis.

## Situation
Au moment de sa disparition dans les années 1860, la rue reliait la rue Gervais-Laurent à la rue du Marché-aux-Fleurs.
Juste avant la Révolution française, elle faisait partie de la paroisse Saint-Landry sauf quelques maisons à l'angle sud-est avec la rue Gervais-Laurent qui appartenaient à la paroisse Sainte-Croix. 

## Historique
À l'origine, la ruelle reliait la rue Gervais-Laurent, alors en cul-de-sac, au parvis de l'église qui donnait sur la rue de la Vieille-Draperie,.
Devenue bien national, l'église Saint-Pierre-des-Arcis est vendue le 13 ventôse an V (3 mars 1797) en vue d'y percer une rue. Cette voie, nommée « rue du Marché-aux-Fleurs », est percée en 1812. La rue Saint-Pierre-des-Arcis qui débouche désormais dans cette rue ne fait plus que 24 m de long. Large de seulement 1 à 2 m, elle est fermée à ses deux extrémités en vertu d'une décision ministérielle du 9 juillet 1816.
La rue est détruite en avril-mai 1866 pour aménager l'actuel marché aux fleurs, inauguré en 1873,. La partie sud de la rue de communication entre le tribunal de commerce et le marché aux fleurs (ancienne rue Aubé) occupe l'emplacement de la rue.